# Пронино (Ленинградская область)
Пронино — деревня в Самойловском сельском поселении Бокситогорского района Ленинградской области.

## История
Деревня Принино упоминается в переписи 1710 года в Никольском «на Волоку Кославле» погосте Заонежской половины Обонежской пятины.
Как деревня Пронина она обозначена на карте Новгородского наместничества 1792 года А. М. Вильбрехта.

ПРОНИНО  — деревня Пронинского общества, прихода Волокославского погоста.

Крестьянских дворов — 16. Строений — 39, в том числе жилых — 20. Жители занимаются рубкой, возкой и сплавом дров.

Число жителей по семейным спискам 1879 г.: 41 м. п., 40 ж. п.; по приходским сведениям 1879 г.: 34 м. п., 32 ж. п.

В конце XIX — начале XX века деревня административно относилась к Анисимовской волости 5-го земского участка 3-го стана Тихвинского уезда Новгородской губернии.
В начале XX века в 300 саженях от деревни на берегу реки находились «древние могилы».

ПРОНИНО — деревня Пронинского общества, число дворов — 21, число домов — 26, число жителей: 36 м. п., 49 ж. п.; Занятия жителей: земледелие, лесные промыслы. Река Чагодоща. Часовня. (1910 год)

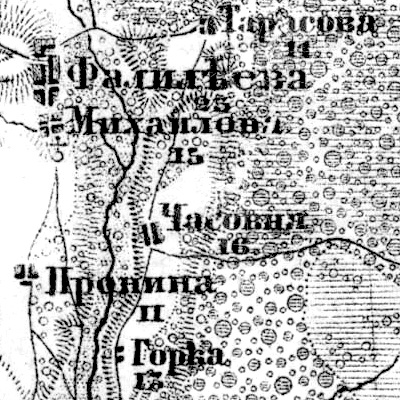
Деревня Пронино на карте 1917 года

Согласно военно-топографической карте Новгородской губернии издания 1917 года, деревня называлась Пронина и насчитывала 11 крестьянских двора.
С 1917 по 1918 год деревня входила в состав Анисимовской волости Тихвинского уезда Новгородской губернии.
С 1918 года, в составе Череповецкой губернии.
С 1927 года, в составе Михайловского сельсовета Пикалёвского района.
С 1932 года, в составе Ефимовского района.
По данным 1933 года деревня Пронино входила в состав Михайловского сельсовета Ефимовского района.
В 1940 году население деревни составляло 101 человек.
С 1952 года, в составе Бокситогорского района.
С 1954 года, в составе Анисимовского сельсовета.
С 1963 года, вновь составе Ефимовского района.
С 1965 года вновь в составе Бокситогорского района. В 1965 году население деревни составляло 27 человек.
По данным 1966, 1973 и 1990 годов деревня Пронино входила в состав Анисимовского сельсовета Бокситогорского района.
В 1997 году в деревне Пронино Анисимовской волости проживали 2 человека, в 2002 году — 1 человек (русский).
В 2007 году в деревне Пронино Анисимовского СП проживал 1 человек, в 2010 году — также 1.
В 2014 году Анисимовское сельское поселение вошло в состав Самойловского сельского поселения Бокситогорского района.

## География
Деревня расположена в юго-западной части района на автодороге 41К-034 (Пикалёво — Колбеки).
Расстояние до деревни Анисимово — 4 км.
Расстояние до ближайшей железнодорожной станции Пикалёво — 20 км. 
Деревня находится на правом берегу реки Чагода.

## Демография
| 1997 | 2002 | 2007 | 2010 | 2017 |
| ---- | ---- | ---- | ---- | ---- |
| 2    | ↘1   | →1   | →1   | →1   |